# Torbjørn Røe Isaksen
Torbjørn Røe Isaksen (født 28. juli 1978 i Ålesund) er en norsk politiker (Høyre). Han havde tre ministerposter i Erna Solbergs regering: Han var undervisningsminister fra 2013 til 2018, erhvervsminister fra 2018 til 2020 og arbejds- og socialminister fra 2020 til 2021. Han var medlem af Stortinget for Telemark fra 2009 til 2017.

## Eksterne links
- Wikimedia Commons har flere filer relateret til Torbjørn Røe Isaksen